# 星刻龍騎士
《星刻龍騎士》，是Media Factory出版的日本輕小說系列作品，瑞智士記撰寫，〆鯖コハダ繪製封面與插畫。繁體中文版由台灣東立出版社代理；简体中文版由天闻角川代理發行，湖南美术出版社出版。
漫畫版於《月刊Comic Alive》（Media Factory）2011年6月號開始連載，由RAN負責作畫。
2013年7月發布本作品將會動畫化的消息。動畫已於2014年4月5日至6月21日播放12話。
2015年11月25日發售小說第20集，宣布「完結」。

## 概要
本作以龍與魔法、王侯貴族與騎士等存在的中世紀歐洲風奇幻世界為登場舞臺。在故事中，存在著年幼時與龍交換契約並與其共同生活者，而他們又被作為是育龍人。
故事發生在教育育龍人少年及少女「安薩里邦騎龍學院」中的學生亞修，和成為自己帕爾的艾可與其他的同伴，在藉由經歷各式各樣的事件而描繪出的成長物語。

## 簡介
在「育龍之國」羅雷亞蒙騎士國所創立的育龍人養成設施「安薩里邦騎龍學院」中通過課程並成為上級班一年級的亞修·布雷克，有著特殊的才能但因至今作為夥伴的幼龍遲未誕生之故而被認為是學院中的一問題學生。
在被稱為「白羊宮的騎龍祭」的騎龍競賽中，亞修遭遇了處於停戰狀態的賽法洛斯帝國斥侯，雖成功擊退了刺客，但卻不幸自懸崖落下。此時，亞修手臂上的星刻閃耀，因幼龍的誕生而救回一命。但甦生之龍不知何故卻有著普通少女的身姿，並在覺醒之時對飼主亞修宣言「我才是你的飼主！」。
於是「可以駕馭各式各樣龍的男人」亞修·布雷克，與唯一不被駕馭的夥伴艾可共同展開風波不斷的學院生活。

### 本作主要構成
本作主要分為4部份，並由20卷書及其後續所組成。
第一部『The Knight of ECO』
第1卷 至 第5卷
第二部『Alvalon Knight Dragner』
第6卷 至 第10卷
第三部『The Ancient Bloodline』
第11卷 至 第17卷
第四部『星之繼承者』
第18卷 至 第20卷

## 登場人物

### 主要人物
亞修·布雷克（Ash Blake，聲：高橋孝治）
本作的主人公，安薩里邦騎龍學院高級班的一年級生→二年級生。學生會庶務→學生會長。艾瓦隆聖龍騎士團團長。
由於帕爾一直沒出生，因此過去常被人以這件事揶揄，同時，亞修也經常為了自己帕爾的事情與同學起衝突，而被認為是騎龍學院的頭號問題人物。同時，亞修也有騎乘在任何人的帕爾身上的能力，而被稱為「天才馴龍師」，只是這個天才馴龍師到現在都沒有辦法馴服自己的帕爾——艾可。在屍灰龍事件中，藉著艾可臨時做出來的應急用的聖騎甲馴服屍灰龍，不過也因此有了「銀麗騎士」這個令他麻煩的外號。事件過後與西爾維亞一同加入學生會，擔任庶務一職，蕾貝卡也期望著亞修成長超越自己，期望當她畢業後將會長一職交託給亞修。
現在作為「艾瓦隆的騎士」，雖然已經得到艾可獻上的原創聖騎甲，但是卻因為還是未完成品對於亞修身體負擔太大，每次使用後都會肌肉酸痛，在第八卷中在身受重傷的狀態下得到艾可真正完成的原創聖騎甲，成為名符其實的Avalon Knight Dranger（駕馭聖龍皇飛馳的騎士）。
與西爾維亞同日進行「幼生之儀」，在「幼生之儀」時幫助西爾維亞成為育龍人拒絕了蘭斯洛特的幼體，本來應該會因為失去左手導致大量失血而喪命，不過因為體內擁有「聖杯」而讓龍母不想就此失去這樣的奇才，才讓原本還應當繼續接受龍母照料的艾可先交給了亞修，透過艾可的星刻構築出新的手臂來取代，但是亞修卻因為艾可的強大魔力而陷入長達七天的高燒，退燒醒來後已經失去「幼生之儀」的記憶，但是卻下意識的保留了西爾維亞贈送的娃娃。
星刻異常的大，遍佈整隻手臂，使他平時都用繃帶隱藏，在使用艾可自創的聖騎甲與聖劍Excalibur時甚至會擴張到全身。
為了拯救被烏列爾抓走的奧斯卡，在小說第九卷中捨棄羅雷亞蒙騎士國子民的身份，以魔導艦伊蘇卡瓦隆為領土成立獨立國艾瓦隆聖龍騎士團。而在第十一卷中被蕾貝卡指任為新任學生會長。
回到家鄉後從父親口中證實為圣杯血族，即圣女罗莎·玛莉亚的后裔。馴龙之力亦由此而來。
動畫第12話與艾可接吻。
艾可（Eco，聲：伊瀨茉莉也）
本作的女主角，亞修的帕爾。
由於龍族滅絕已成時間早晚的事實，所以龍族將延續種族的希望全部寄託在艾可身上，讓身為龍族的艾可以人類的外貌出生在這世界上，期望艾可能像過去的精靈族一樣與人類生下後代子孫。頭的兩側有著像裝飾一樣的幼龍軟角，再加上與纖細體型不符的怪力足以證明自己是龍族。
性格高傲，認為阿比昂密約是人類高攀了尊貴的龍族，並且認為人類是「愚蠢而無知的存在」；聲稱自己才是亞修的飼主，而亞修是自己的肉奴（主人肚子餓時，割下自己身上的肉獻給主人的奴僕）。在故事中，曾數次從祖先遺留在龍種記憶的聖騎甲設計圖中，挑選亞修適合的部分組裝成因應情況的聖騎甲。本身隨著相處時間的增加逐漸喜歡上亞修，不過因為拉不下臉，常常會有傲嬌的表現。
第四卷中因為瓦丹霍爾邊境侯爵的陰謀而被強制覺醒龍化失去控制，在第五卷中與亞修前往阿比昂森林拜見龍母時，從亞修那拿到龍母給予的可以限制龍化的艾瓦隆的手環，之後開始著手進行龍化訓練，在第八卷中成功以保持自我的狀態龍化，並且在尾聲將原創聖騎甲完成給予亞修。
第十一卷中龙化能力被戴米乌尔苟斯封印，虽然无法变成龙，但仍然可以赋予亚修圣骑甲。最後通过大贤者阿斯克勒庇俄斯的修練解開封印。
對安薩爾玫瑰（一種香料用植物，對龍族來說相當人類的酒精）一點辦法都沒有，光是聞到就會醉倒加上渾身發熱，不過這個狀態的艾可對亞修很大膽。
是艾瓦隆皇女的後裔，世世代代與冥龍王家涅哈蕾妮亞對抗。
名字是亞修用育龍人始祖蘿莎‧瑪莉亞的帕爾的名字。
本來龍母預定艾可的主人並非亞修，但為了不失去亞修這種奇才而提前將艾可交給了亞修，原本預定的主人和亞修一樣擁有「聖杯」（根據小說內容推斷應該是指亞修的妹妹琳達）。因為亞修在森林中被阿妮亞襲擊，摔落山崖才因此覺醒，其實本來應該還要在亞修體內繼續睡上三年。
全名為「艾可‧潘德拉崗‧奧羅拉‧庫里斯塔‧蕾拉‧安赫爾斯伊利亞羅蘭斯‧利利亞奴‧妙麗爾‧屋大維‧羅貝爾提涅‧德·拉‧羅薩‧羅斯佩蘭斯‧班‧孔波斯特拉‧多‧艾瓦隆」。
動畫第12話與亞修·布雷克接吻。
 西爾維亞·羅雷亞蒙（Silvia Lautreamont，聲：佐倉綾音）
安薩里邦騎龍學院高級班的一年級生→二年級生。學生會風紀委員→學生會副會長。羅雷亞蒙騎士王家的第四王女，外號「藍冰公主」。對自己父親的處事態度感到無奈與厭惡。
亞修的同學，個性認真，資質過人，加上美貌出眾，使她成為學校名人之一。不過由於過度專注課業而使得平時與人相處有些冷漠，雖有名氣但不得人緣。在一次意外中與亞修發生衝突，兩人因而開始有所交流。屍灰龍事件後與亞修一同加入學生會，擔任風紀一職。
在小時候前往阿比昂森林接受「幼生之儀」的途中扭傷了腳，就在孤立無援時受到當時一起來接受「幼生之儀」的亞修協助，其實本身並沒有成為育龍人的資質，但是因為亞修強行把蘭斯洛特宿主的資格讓給了西爾維亞，才讓她成為了育龍人。事後西爾維亞將她取名蘭斯洛特的合成獸娃娃送給了亞修，並立誓一定要代替亞修成為偉大的龍騎士，這也是日後西爾維亞執著於學習的原因之一。雖然身為龍騎士的能力註定無法與亞修相提並論，但是仍然憑著自身的努力來彌補缺乏的資質成為學院成績頂尖的優秀學生。
因為當初送給亞修的那個娃娃的關係，揭露了兩人過去的因緣，在確認當初就是亞修幫助她成為育龍人時，立刻向亞修告白並且索吻。于第九卷在魔导舰甲板上向亚修發出“身为女人……我愿意跟随你到天涯海角，哪怕舍弃祖国我也在所不惜！”的宣言并主动索吻。在自己生日会上再次与亚修激吻。
帕爾是聖龍蘭斯洛特（名字取自亞瑟王傳說中圓桌騎士團的成員之一），星刻位於胸口。蘭斯洛特雖然不是艾瓦隆皇族的直系血脈，但也是繼承其血統的高貴龍族，可說是艾可的表親。在第七卷中面對阻擋自己的科賽特展現騎士王的覺悟，為了對抗狂暴的奧斯卡而得到蘭斯洛特早已完成的聖騎甲，固有武裝為聖騎銃「亞羅戴特」，以龍綺華晶作為子彈的武器，威力之強，與Excalibur一樣擁有著能破除「菲爾諾特」的一擊必中魔咒的能力，是蘭斯洛特為了回應西爾維亞的決心而特別解除威力限制的固有魔裝，且可以轉換成近戰的斧槍型態。

※廣播劇CD與電視動畫聲優相同。

### 艾瓦隆聖龍騎士團
蕾貝卡·蘭德爾（Rebecca Randall，聲：井上麻里奈）
安薩里邦騎龍學院的三年級生兼學生會長→艾瓦隆聖龍騎士團團員，外號「真紅女帝」。
是安薩里邦最強的、也是最出名的聖天龍騎士，實力甚至超越教師，婉拒了維若妮卡的挖角後享受著學生的生活，作為學生會長權力甚至比市長還大。個性溫柔賢慧又十分開朗奔放，氣質高貴又平易近人，人氣可說是騎龍學院的第一名。喜歡逗弄亞修，期待著亞修超越自己，在自己畢業後打算將會長一職交給亞修。
對於亞修有著相當好感，在私人的感情方面也以亞修相關為首要，然而深知亞修身邊能幹而且對他有好感的女孩子相當多，因此他總是以身為學生會長的職責來克制自己的私人感情。
帕爾是聖龍庫·夫林（名字取自凱爾特神話的半人半神英雄），聖騎甲的固有武裝是一擊必中的魔槍「凱.波爾古」（Gae.bolg，神話中庫夫林的武器）」，現在已經完成了聖騎甲的第二型態。
原本因為接受了「聖龍賞」的關係預定畢業後要以幹部候補的身份加入羅雷亞蒙聖龍騎士團，但是由於亞修成立了艾瓦隆聖龍騎士團因而放棄了聖龍賞的獎勵，在與維若妮卡王女的賭約中獲勝，而如願的在畢業後成為艾瓦隆聖龍騎士團的成員。
露卡·沙里寧（Luca Saarinen，聲：大龜明日香）
安薩里邦騎龍學院基礎班三年級生→高級班的一年級生。學生會書記。
是亞修的學妹，為有「森之妖精」之稱的耶庫布萊德族族人，是繼承遠古的精靈族血統的末裔。有著一頭銀白色短髮和尖耳朵，給人清新脫俗的感覺。個性內向怕生，平時幾乎待在房間足不出戶。
在練習耶庫布萊德族族長代代相傳的「騎龍演舞」時失手，從龍背上摔下，之後心中便對高文抱持恐懼，但是卻還是想要勉強自己繼續練習「騎龍演舞」，高文為了保護她而拒絕讓露卡騎乘，也因此讓星精路斷絕，在亞修的幫助下終於克服心中的恐懼，並且成功演出「騎龍演舞」的壹之舞—「淨化蜜雨」。之後對亞修抱持好感，也曾經邀請亞修跟自己回老家的部落將他介紹給現任族長的義父（這行為以耶庫布萊德族來說的意思來講等同於求婚）。
帕爾是聖龍高文（名字取自亞瑟王傳說中圓桌騎士團的成員之一），是個騎龍術高手，刷新了蕾貝卡的紀錄成為現任最年輕的龍騎士。作為下任耶庫布萊德族族長可以使用「騎龍演舞」，一旦完成「騎龍演舞」便可以發動各種效果。
在艾瓦隆聖龍騎士團成立之時便加入協助亞修。
潔西卡·瓦倫泰（Jessica Valentine，聲：花澤香菜）
安薩里邦騎龍學院高級班的一年級生→二年級生。學生會庶務→學生會風紀委員。為SKFC（Sliver Knight Fan Club）的會長，極端狂熱的愛慕「銀麗騎士」，甚至想要為他生孩子。
與蕾貝卡是兒時玩伴，因為被她知道太多秘密，一直無法反抗她。
得知銀麗騎士的真實身分後對亞修的態度就有180度的轉變，時常黏在他身旁色誘他。蕾貝卡為了封口將她抓進學生會擔任庶務委員，因而退下SKFC會長一職。
帕爾是水龍莉安儂，在學院中成績相當好，足以讓自己奪得僅有50位名額的選拔合宿。
在艾瓦隆聖龍騎士團成立之時便加入協助亞修，升上二年級後從學生庶務轉為擔任風紀委員。
第十三卷跟着艾可前往阿尔瓦雷斯进行修行。于15卷正式成为龙骑士。
雷蒙·卡克藍德（Raymond Kirkland，聲：前野智昭）
安薩里邦騎龍學院高級班的一年級生→二年級生。學生會庶務。
亞修的同學兼好友。喜愛美少女，不過雖然長相還算英俊，但由於太過自戀而沒有異性緣。
帕爾是地龍布里基德，時常借給還沒有帕爾的亞修，讓他得以跟上課業。
布里基德可藉由艾可輸入魔力短暫變成聖龍，不過魔力消耗殆盡後會變回地龍。
在艾瓦隆聖龍騎士團成立之時便加入協助亞修，升上二年級後亦加入學生會擔任庶務。
第十三卷跟着艾可前往阿尔瓦雷斯进行修行。于15卷正式成为龙骑士。
馬克西密利安·拉賽爾（Maximillian Russell，聲：室元氣）
安薩里邦騎龍學院高級班的一年級生→二年級生。學生會會計。
亞修的同學兼好友，是個已經從騎士王的手中獲得龍騎士稱號的資優生，同時也是學生會會計。有嚴重潔癖，過去與亞修做室友時房間的整理多由他來做，因為看見被奧斯卡強迫換上女裝的亞修而迷上亞修的女裝「雅修莉」。
帕爾是聖龍亞里安洛德。
在艾瓦隆聖龍騎士團成立之時便加入協助亞修。
阿妮亞（Anya，聲：下田麻美）
米卡悟斯的屬下，使用長鞭的褐色皮膚少女，出手攻擊發現米卡悟斯的亞修，卻反而被他所救。在屍灰龍事件後為調查「銀麗騎士」的身分潛入騎龍學院。
本名為夏瑪拉·基爾卡加，丹塔洛斯族的族長。脖子上總是圍著一條花紋特殊的圍巾，那是她從小帶在身上，與身世切切相關的物品。雖對米卡悟斯懷有一份憧憬，不過對於身為敵人卻救了她數次的亞修抱有相當好感。
王都事件後被阿布杜妮雅所抓，答應了維若妮卡所提出的認罪協商條件，免除了死刑的命運，後在騎龍學院學生餐廳「拉蒂努」的店長自願當保釋人的狀況下在事件結束後正式成為拉蒂努的服務生。
與〈幽靈〉的真央一戰後，從她口中知道自己是阿布杜妮雅失散的妹妹。
應米拉貝勒的委託以保鑣的身份一同探索安薩里邦市的地底地下迷宮，探索到伊蘇卡瓦隆後便以掌舵手的身份駕駛伊蘇卡瓦隆脫離地下迷宮，之後在艾瓦隆聖龍騎士團成立後就順其自然的以舵手的身份成為艾瓦隆聖龍騎士團的成員。
莫爾德雷德（聲：黑田崇矢）
為羅雷亞蒙騎士王家第一王子－朱利亞斯的帕爾，同時也是涅哈蕾妮亞冥龍王的後裔。有著雙重人格，表人格作為分身卻視朱利亞斯為主人，並且將聖騎甲獻給了朱利亞斯，還對朱利亞斯表明了自己的體內還有著另一個繼承涅哈蕾妮亞冥龍王的血脈的裏人格，並且表示涅哈蕾妮亞冥龍王必定會對人類產生威脅而希望朱利亞斯能夠將自己斬殺。卻由於朱利亞斯不忍心殺死自己而被維若妮卡斬殺。
雖然維若妮卡斬殺了莫爾德雷德，但是裏人格卻為了避免自己被消滅而捨棄肉體化為靈體，並且附身在朱利亞斯身上長達10年的時間，10年間作為帝國的情報員替克勞斯工作並且等待著艾可的出現與覺醒，想要寄生在艾可身上讓自己以最強之龍的身份君臨世界，被亞修以Excalibur破壞陰謀後靈體逃往謝普隆王國，並附身在卡珊卓拉身上。
卡珊卓拉轉投戴米烏爾苟斯後開始轉生成擁有人類姿態的女孩子，因此讓卡珊卓拉興起了保護念頭，並不惜背叛組織，但最後卡珊卓拉的計畫失敗，讓莫爾德雷德仍遭到戴米烏爾苟斯拘留，之後更被拿來當作安妮格魯特所駕駛機龍〈伯倫希爾〉的動力來源。
最後於第十六卷被救出並成為阿妮亞的帕爾，之後與艾可握手言和（雖然此時的她由於沒有轉生前的記憶，所以不了解此舉的意義）。
米拉貝勒·羅雷亞蒙（Mirabel Lautreamont）
羅雷亞蒙騎士王家的第三王女，別名「銀光賢仕女」。與維若妮卡相反，是智謀型，個性相當自我，不管是父王還是維若妮卡的命令她都敢無視。與維若妮卡水火不容，常常話說到一半就開始動手交鋒，然而米拉貝勒雖然擅長智謀，但是其劍術卻也是相當精湛，受過知名武術教官訓練的西洋劍技，甚至足以和出入數次戰場的維若妮卡抗衡。
原本是學者，專門研究聖遺物，因為一些私人的原因前來安薩里邦騎龍學院擔任學園長。意外地對某件事情非常不擅長，自從被亞修說需要她後，對亞修產生好感，為了拯救被烏列爾抓走的奧斯卡提議成立艾瓦隆聖龍騎士團，並且為了支援亞修而捨棄了第三王女的身份，成為獨立國艾瓦隆聖龍騎士團的成員。
悠妮絲·雪莉（Eunice Shelley）
米拉貝勒的專屬女僕。本來是孤兒，經由選拔試驗成為雪莉家的養女。沒有戰鬥能力，但因為能泡美味的紅茶而被米拉貝勒錄用。
在阿妮亞因為戰鬥需要離開伊蘇卡瓦隆時會代替她操縱伊蘇卡瓦隆。

### 羅雷亞蒙騎士團關係者

#### 王族
奧華德·羅雷亞蒙（Oswald Lautreamont，聲：土師孝也）
現任羅雷亞蒙騎士國的國王，雖然不適合但還是傚法歷代的騎士王留了一口大鬍子，還將髮型塑造成蘑菇的外觀，這令西爾維亞感到相當丟臉。個性開朗，為人和善，看似非當國王的料、但實際上還是有一定的眼光，相對的卻是一個傻爸爸，只有討論到西爾維亞伴侶的事情時才會拿出國王的氣勢。
作為現任的騎士王，雖然握有實權，但是自知自己並不是一個優秀的王，因而將大部分的政務都交給優秀的下屬，自己過著悠閒地生活，身邊的人越是忙碌自己就越是無聊，因此在大陸會議時為了排解無聊而召見了亞修跟艾可，同時也破格的任命亞修為龍騎士發放了龍騎士的銀懷錶給亞修。
想要娶亞修的妹妹琳達為妻。
結局時退位，把皇位讓給西爾維亞。
朱利亞斯·羅雷亞蒙（Julius Lautreamont，聲：子安武人）
羅雷亞蒙騎士王家的第一王子，因屠殺自己的帕爾而被判死刑，後人稱之為「屠龍手」。
十年前他得知自己的帕爾是繼承涅哈蕾妮亞冥龍王的血統之後，為了防範而親手斬殺了自己的帕爾，卻由於不忍心殺死莫爾德雷德而由維若妮卡出手代為斬殺，之後朱利亞斯替維若妮卡頂罪，主動承擔殺死莫爾德雷德的罪名，因此而被判死刑，雖然因為父王的心軟被秘密的流放而逃過一死，但是繼冥龍王血統的裏人格卻化作靈體附身在自己身上，被流放後來到帝國邊境被帝國的瓦丹霍爾邊境侯爵克勞斯所收，戴上假面化名米卡悟斯一邊替克勞斯效力一邊等待著艾可出現與覺醒，在莫爾德雷德的靈魂離開自己前去寄生艾可時才得以解放。
實力很強，甚至可以制住維若妮卡背後，也握有維若妮卡的把柄。
後來潛入賽法洛斯帝國進行秘密活動，之後不顧自己身上的傷勢嚴重，冒死把薩佛那羅拉的所在地告訴亞修一行，之後不支倒下，幸虧被妹妹米拉貝勒救回性命。
結局時成為了安薩里邦騎龍學院的教師。
帕爾是聖龍莫爾德雷德，是有著雙重人格的聖龍。表人格的莫爾德雷德向朱利亞斯坦承自己體內還有一個人格，而且還是繼承涅哈蕾妮亞冥龍王的血統的危險存在後，希望朱利亞斯親手裁決自己。星刻異常的大，爬滿整個背部。
維若妮卡·羅雷亞蒙（Veronica Lautreamont，聲：遠藤綾）
羅雷亞蒙騎士王家的第一王女。從小就數次出入戰場，練就一身高強的本領，擁有「鐵血女武神」的稱號，據傳當她揮劍的那一瞬間會有三顆頭顱同時拋飛到半空。是個十足的武鬥派，曾把西爾維亞抓去做許多殘酷的訓練，讓西爾維亞對她十分恐懼。据说会在选拔育龙人的“幼生仪式”落选的理由是，龙之母觉得当年年仅七岁的维若妮卡眼神太过可怕的緣故。
在第七卷中表明实际上是维若妮卡杀了朱利亞斯的帕尔。
表面上對西爾維亞很嚴厲，其實非常溺愛西爾維亞，據說在她的房間內有西爾維亞的肖像畫、穿過的衣服、成長紀錄、思念西爾維亞的自創詩篇和西爾維亞的等身大人偶等等物品。
稱自己的父親為混帳東西，自己對王位沒什麼興趣，但對西爾維亞抱有相當大的期望，期待西爾維亞把奧華德拉下王座的那天，被亞修救後，對他產生好感。
卡珊卓拉·羅雷亞蒙（Cassandra Lautreamont）
羅雷亞蒙騎士王家第二王女，別名「魔性妖花」，是羅雷亞蒙四公主中的異類。曾於謝普隆王國留學，並在留學期間被莫爾德雷德寄宿，不過現在莫爾德雷德的靈魂正在沉睡，對外和謝普隆第三王子烏列爾是情侶，不過那只是卡珊卓拉與烏列爾所演的戲碼，實際上只有烏列爾不斷的單方面示愛。現在不知為何正在幫助烏列爾進行陰謀。
在烏列爾的陰謀失敗後加入了戴米烏爾苟斯，成為七翼將之一。之後因為不想讓轉生過後的莫爾德雷德被戴米烏爾苟斯利用，選擇背叛組織，並偷走琪拉的魔藥「伽拉忒亞」讓自己變成活人偶，後來於馬查貝尼的設計下由亞修等人在拍賣會上買走，但隨即被潛入伊蘇卡瓦隆的維多利亞奪取。
轉生過後的莫爾德雷德失控後被娜比发现其灵魂在冥龙王家的遣龍工房，与娜比交谈后，为了莫尔德雷德自愿将与冥龙王的契约转让给阿妮亚。

#### 國民
科賽特·雪莉（Cossette Shelley，聲：生田善子）
西爾維亞·羅雷亞蒙的侍女。
十分精明能幹，代替了原本國王預計派出來護衛大軍，與西爾維亞兩人來到安薩里邦騎龍學院。對西爾維亞忠心不二，但偶爾會逗弄她為樂。
於羅夫洛克與馬查貝尼的女僕維多利亞一戰後墜海。
由於維多利亞賞識其實力，因此把她救起。之後，被洗腦調整成為戴米烏爾苟斯的成員，代號為赫羅。稱號為「機械機關的魔女」。在各國首腦齊聚艾斯帕達聖廳進行會議期間，單槍匹馬潛入謝普隆王國皇宮內的庫房奪取「星劍提爾納洛格」。後由西爾維亞解除洗腦。
普琳羅茲·雪莉（Primrose Shelley，聲：加隈亞衣）
科賽特·雪莉的姐姐，維若妮卡·羅雷亞蒙的侍女，和精明的科賽特不同，做事非常迷糊。
是銀麗騎士的粉絲。
芙麗達·雪莉（Florida Shelley，聲：相坂優歌）
科賽特·雪莉的堂姐，在王宮內任職。
性格很強勢。
阿布杜妮雅·基爾卡加（Avdocha Kiltzkaya，聲：小林優）
人稱「斷罪的阿布杜妮雅」，是山嶽地方的傳說級人物。帶領著部下進行軍事作戰，一百萬的懸賞金也是破紀錄的最高金額。在一次暗殺維若妮卡的行動中失敗而被捕，因為想要找到失散的妹妹這一目標而不能就此喪命，所以轉而投靠維若妮卡，現在擔任著維若妮卡獨自組織的外人部隊的隊長。養著一隻名叫「小庫」的翼蜥。
雖然年齡已經到達25歲，但是外表看起來還是像個十歲小女孩。
王都事件後捉到阿妮亞，藉由阿妮亞身上的圍巾得知她就是自己失散多年的妹妹，說服阿妮亞答應認罪協商，與故鄉切斷聯繫在羅雷亞蒙幸福的生活下去。對阿妮亞十分關心，但至今未說出兩人關係。
遭戴米烏爾苟斯洗腦與阿妮亞戰鬥後恢復意識，並與阿妮亞相認。
葛廉·馬庫蓋亞（Glenn McGuire，聲：堀江一真）
朱利亞斯的朋友，但當知道朱利亞斯被處決後變得非常消沈，其後被維若妮卡救了，目前在維若妮卡身邊工作。
安潔拉·康維爾（Angela Cornwell，聲：寺田春日）
安薩里邦騎龍學院高級課程的級任導師，25歲。
是一名研究龍族的權威博士。
起初接受安薩里邦騎龍學院的邀請而來研究艾可，原本想要拒絕，知道艾可有著人類的外貌後而有了研究艾可的興趣，但因為學院中不允許解剖，所以利用龍綺華晶綁架艾可，但被前來營救的亞修阻止。
其後在亞修營救艾可時，認為亞修非常有意思，對亞修起了興趣，最後到安薩里邦騎龍學院擔任高級課程的級任導師。锋提恩大学毕业的天才少女，留学的地点是谢普隆王国的最高学府·费尔柴德大学。在费尔柴德大学的研究室，邂逅了朱利亚斯。
曾與朱利亞斯在大陸流浪一段時間，後來因懷孕的關係在第18卷回到安薩里邦騎龍學院，並誕下了兩人之間的女兒。
琳達·布雷克（Linda Blake）
亚修的妹妹，12岁，是个重度的兄控。于11卷登场，进入了安萨里邦骑龙学院。
与其兄亚修一样拥有“天才馴龙师”的天赋。对于自己的哥哥与其他女孩子的事情十分在意。
第十四卷中与尤苏拉战斗中帕尔觉醒，其名为珀西瓦尔，并被奥华德·罗雷亚蒙从战斗中看见了已故王妃的身影，当众向她求婚。
第十七卷中證實為聖杯血族，即聖女羅莎·瑪莉亞的後裔。馴龍之力亦由此而來。

### 賽法洛斯帝國
克勞斯·威特豪森（Klaus Viderhausen，聲：宮下榮治）
賽法洛斯帝國的軍閥貴族，擁有瓦丹或爾邊境侯爵職位的金髮美型青年。米卡悟斯的庇護者，同時也雇用賀夫曼博士等科學家從事魔導工學的研究。
聖騎武鬥祭事件後，為了向破壞自己計畫的亞修與艾可復仇，和烏利爾聯手進行魔笛作戰，讓克瑞姆希爾以冥星石之力控制安薩里邦的龍群，並和自己的部隊組成「暗黑龍閃隊」，打算攻占鋒提恩，但再度被亞修與艾可所阻，戰敗後與克瑞姆希爾一同遭羅雷亞蒙騎士團逮捕。
米卡悟斯（Milgauss，聲：子安武人）
真實身份為羅雷亞蒙騎士王家第一王子－朱利亞斯·羅雷亞蒙。

克瑞姆希爾（Kriemhild）
由謝普隆王國提供技術，將冥星石埋入雙眼所製造成的「冥星石之子」。原本是在富裕家庭出生的普通少女，因為事故導致雙眼全盲，妹妹出生後更開始備受雙親的冷落，之後於流浪途中受到克勞斯的幫助，因此非常尊敬他。
在克勞斯侵入羅雷亞蒙騎士國時隨他一同出征，以歌聲支配龍群後開始攻擊鋒提恩，但最終敗給亞修與艾可。
露庫蕾齊亞·艾德爾卡特·佛恩·賽法洛斯
賽法洛斯帝國的第五皇女，使用的武器是巨大魔劍尤葛夫洛，擁有「魔劍皇女」的稱號。
結局時即位為賽法洛斯帝國的女皇。
里拉
丹塔洛斯族的少女，擁有魔獸使才能，並使役名為梅什金的劍齒虎。
安妮格魯特於賽法洛斯帝國掀起革命後，幫助領地與丹塔洛斯部族相接的露庫蕾齊亞逃亡。

### 謝普隆王國
奧斯卡·布列斯佛德（Oscar Brailsford）
安薩里邦騎龍學院的學生會副會長，是亞修的學長，安薩里邦騎龍學院高級班的二年級生。常常蹺掉學院的課業和活動，但是總是有辦法讓自己的成績維持在前五名中，而且因為身份與情況特殊，所以連老師與蕾貝卡都拿她沒轍。
不但是謝普隆王國的貴族，而且還是現任謝普隆王的私生子，是國王第108順位的王位繼承人選，雖然是最低順位的繼承資格，但是卻是從50年前開始，為了謝普隆王國的貴族而增設的特別資格後，唯一被龍母選上成為育龍人的人才，而成為謝普隆王國正統繼承人的條件就是「強大」，因此作為育龍人在這方面非常有優勢。
其實是一名女性，但是因為謝普隆皇家有規定「只有男性才有繼承王位的資格」，所以為了繼承資格而女扮男裝在學院裡就讀，被蕾貝卡識破後便纏上蕾貝卡對她示愛，向蕾貝卡求婚的目的在於用第一王妃的身份讓蕾貝卡幫她保守秘密。後來被亞修知道這秘密後，便強勢的要求亞修男扮女裝嫁給她成為謝普隆王國第二王妃。
過去為了讓自己更加強大，而要求賽樂絲將冥星石注入崔斯坦的頭上，因此崔斯坦成長的比同齡的龍要更加壯大，力量也更為強大，但卻不知道這是第三王子烏列爾的陰謀，為日後的狂暴狀態埋下伏筆。
在「聖騎武鬥會」時因為烏列爾的陰謀而與崔斯坦一同進入狂暴狀態，被亞修制止後對亞修產生好感，立志要成為謝普隆立國以來第一位女王，並且宣告要讓亞修成為謝普隆第一位女王的丈夫。
薩卡萊亞斯三世過世前往奔喪時，遭到烏列爾以魔藥〈伽拉忒亞〉控制成為人偶，後來被亞修等人救出，但仍陷入沉睡狀態。亞修與屍龍魔樹戰鬥時，受到露卡騎龍演舞「零之舞・雙翼誓雨」的影響恢復意識。在鎮壓內亂後以女王「奧斯克伊亞I世」的身分正式即位。
帕爾是聖龍崔斯坦（名字取自亞瑟王傳說中圓桌騎士團的成員之一），已經得到聖龍甲有聖天龍騎士的資格，固有武裝是不流的魔弓「菲爾諾特」，和蕾貝卡的「凱.波爾古」有相同的性質，一樣都是干涉因果而達到絕對命中的能力。
薩卡萊亞斯三世（Zacharias III）
現任的謝普隆王。
過去曾是一名明君，但隨時間老朽的他也不得不害怕死亡，聽信艾瓦隆皇族之血能讓人不老不死的謠言，命令奧斯卡取來艾可的鮮血。
聖騎武鬥會時因為魔人奧斯卡的攻擊受到驚嚇而生命垂危，後來由拉寇爾宣布過世的消息。
烏列爾·阿爾弗雷特·西瓦斯·德·拉·羅薩·謝普隆（Uriel Alfred Seevers de la Rosa Chevron）
謝普隆王國第三王子，王位繼承順位排名第三，但實際上可說是第一首選。
極富野心，想在併吞羅雷亞蒙後再以龍族之力統一整個大陸。
奧斯卡前往謝普隆王國參加薩卡萊亞斯三世的國葬時，以魔藥控制奧斯卡，並想要將她當成生育擁有龍騎士血統子孫的道具。
計畫全數失敗後，遭卡珊卓拉埋入冥星石，變成魔人烏列爾，最後被艾可的新絕招〈聖龍皇家的吐息〉淨化。
賽樂絲汀娜·拉佛（Celestina Lafon）
奥斯卡·布列斯兰德的贴身女仆。其家族拉佛家与雪莉家是亲戚。特征包括黑色的衣装，银发马尾，遮住左眼的黑色皮革眼罩，以及不像个女仆的粗鲁口吻。
第七卷通过冥星石使崔斯坦和奥斯卡变成了魔龙和魔人。
对亚修有好感，也对奥斯卡非常负责。
卓克瓦拉
擔任奧斯卡麾下宰相一職的年輕伯爵。

### 艾斯帕達聖廳
拉寇爾四世（Raquel IV）
艾斯帕達聖廳的現教皇。兩眼顏色（右眼藍色、左眼綠色）不同的美少女。九歲就擔任教皇之位的神童，很仰慕教授劍術的米拉貝勒。
阿斯克勒庇俄斯
艾斯帕達聖法大學院的教授，女性博士，同時也是米拉貝勒的老師。實際年齡已超過兩百歲，但運用魔導工學將外表保持在女童的狀態。
很溺愛米拉貝勒，甚至會做出聞米拉貝勒味道的變態舉動。
亞修等人擊敗波爾丁，使艾斯帕達聖廳免於毀滅之後，被推舉為代理教皇。
法娜
阿斯克勒庇俄斯運用魔導工學開發出的機器人，有著人類女性的外表，正式名稱為「法娜蒂克絲AMT-0001」。
潘妮洛普·戴爾·摩恩（Penelope del Monde）

### 羅夫洛克工商都市聯合
貝亞特麗絲·史卡拉提
羅夫洛克東部都市群名門史卡拉提家的當主少女。著風衣，褐色雙馬尾，武器是沿襲帝國制之金槍。小說第12集登場，馬查貝尼給亞休的肖像畫是醜女，但實際是為面相姣好的妙齡女子，於博基亞劇場地下拍賣會與亞修一行人競標［森之睡美人］，最後因競標失敗於會場外襲擊亞修等人，失敗後反供出一切於羅夫洛克的真相。與羅雷亞蒙第二王女-卡珊卓拉王女感情甚好。
結局時成為了羅夫洛克工商都市聯合的元首。並經常到監獄中找馬查貝尼詢問治國的方法。

### 戴米烏爾苟斯
格列高里·薩佛那羅拉
魔導結社〈戴米烏爾苟斯〉的盟主，七翼將首腦，戴著鐵面具的男子。
真正身份是亞修與琳達的父親阿爾本·德·帕爾馬。
另外亦是聖杯血族，即聖女羅莎·瑪莉亞的後裔。在阿尔瓦雷斯圣杯骑士团覆灭之后死里逃生，原本打算过平静的生活，但为了保护家人不受异端审判官（艾斯帕達圣翼骑士团）追杀而参与魔导结社，誓要用贤龙王的力量洗涤因宗教而扭曲的世界。
最後被賢龍王殺死。
潘妮洛普·戴爾·摩恩（Penelope del Monde）
艾斯帕達聖廳的樞機卿，也是艾斯帕達聖翼騎士團的團長。
實際上是戴米烏爾苟斯七翼將的副席，受義父格列高里之命潛入艾斯帕達聖廳。
琪拉·布拉瓦·漢里庫森
耶庫布萊德族的少女，露卡的兒時玩伴。
與露卡兩人小時候都有成為龍騎士的夢想，但最後只有露卡獲得幼龍，所以非常嫉妒她。後來在負面情緒的驅使下皮膚開始變黑，更因此被耶庫布萊德族視為不祥的存在而遭放逐。
遭耶庫布萊德族逐出後，在謝普隆王國擔任宮廷藥師，並協助烏列爾製作魔藥〈尼庫羅馬〉。之後用此魔藥將不願意給自己幼龍的龍之母變成屍龍魔樹，並且襲擊耶庫布萊德族的村子，但最終被亞修與露卡的騎龍演舞「零之舞・雙翼誓雨」還有艾可的「聖龍皇家的吐息」阻止。
殺掉龍之母後受到龍的詛咒，頭髮變成了紅白色斑點鱗片的蛇。
波爾丁戰死後成為七翼將之一，並使用魔藥將成為俘虜的阿布杜妮雅洗腦。
安妮格魯特·拉拉·伐爾普魯加·馮·賽法洛斯
七翼將之一，賽法洛斯帝國第六皇女。持有機械龍「伯倫希爾」。
在亞修等人進入菲亞娜森林裝設騎龍祭要用的魔香爐時襲擊他們，並以魔導蛇的魔力注入艾瓦隆手環，使艾可無法變成聖龍皇型態。
艾可在經由修行解除魔導蛇的詛咒後，算準艾可魔力盡失，讓魔導蛇變成最終型態「末日的七頭蛇王」打算殺掉艾可等人，最後被獲得聖天龍騎士資格的露卡擊敗。
後來由於失去了身為魔導艦動力源的莫多雷德，而被盟主薩佛那羅拉處以「軟禁在賽法洛斯帝國政廳」的懲罰。安妮格魯特對此懷恨在心，因此打算在盟主薩佛那羅拉微服逗留阿爾巴村趁機把他殺掉，不料被身處當地的亞修一行擊敗，並被俘虜。
給局時成為了女僕，在賽法洛斯帝國的皇宮中勞動。這對於生性自傲的她而言是一項最受屈辱的懲罰。
法蘭西斯卡·馬查貝尼
七翼將之一，羅夫洛克工商都市聯合的元首。
以締結友好條約的名義招攬亞修等人成立的艾瓦隆聖龍皇騎士團，實際上是要利用亞修標下逃亡後變成人偶並被拍賣的卡珊卓拉，同時也想讓亞修他們奪取星冠珊·哈瓦斯，令鎮守星冠的魔獸姆爾西艾拉格因為憤怒大肆破壞，以實行破壞羅夫洛克東部都市群並再次重建的棄民政策。
結局時被判處無期徒刑，被關在牢中服刑。
維多利亞·克萊門蒂
擔任馬查貝尼專屬祕書的女僕，有著「屍山血河的魔女」此一稱號的戰鬥高手。
於羅夫洛克與科賽特一戰中獲得勝利，之後更潛入伊蘇卡瓦隆奪取亞修等人在拍賣會上標走的卡珊卓拉。
後來與回復自我的科賽特再次交戰，卻敗給對方而被俘。
結局時成為了貝亞特麗絲的秘書。
亞力克塞·波爾丁
七翼將之一，丹塔洛斯族的巨漢男性，年紀雖然已超過六十歲，但外表仍像四十歲一樣。
多國籍傭兵組織〈幽靈〉的頭目，曾是阿布杜妮雅的師父。
在格列高里宣布對世界開戰後，率領〈戴米烏爾苟斯〉與〈幽靈〉的戰鬥員占領正在舉行大陸會議的聖蘿莎·瑪莉亞大聖堂。
後來與亞修以艾斯帕達的存亡為賭注進行死亡遊戲。在屬下〈四玫瑰〉分別被打敗後與亞修進行決戰，最終輸給了亞修。但之後遭到負責監視的琪拉以裝有魔藥的子彈射入胸口，變成了魔物「降臨魔巨神」。
尤蘇拉·L·薩爾文
擔任羅雷亞蒙騎士團團長一職的美貌女性，擁有「沉默的騎士聖女」之稱的最強聖天龍騎士。
真正身份是奧華德與平民女性所生的女兒，中間名字的「L」其實就是羅雷亞蒙的首字。
视亚修为特别的男性，自曝加入结社的目的是对亚修感兴趣，想和亚修堂堂正正地用实力一决胜负，因此加入亚修的对立方。
卡珊卓拉·羅雷亞蒙（Cassandra Lautreamont）

〈四玫瑰〉
〈幽靈〉最高幹部的四姊妹。在波爾丁提出死亡遊戲的規則後分別與西爾維亞等人對戰，結果全部戰敗。
梅林
〈四玫瑰〉的長女，擔任波爾丁的副官。
於「守護天使之塔」的北塔和西爾維亞對戰，在認為西爾維亞嬌生慣養無法贏過自己的情況下產生要將她當成俘虜好向羅雷亞蒙騎士國勒索的想法，但最後被西爾維亞向維若妮卡學習的格鬥技打敗。
曉梅
〈四玫瑰〉的次女，有著看到高貴身分的人遭到殘忍對待就會感到興奮的施虐癖性格。
於「守護天使之塔」的南塔和露庫蕾齊亞對戰，最終敗北。
蘭華
〈四玫瑰〉的三女，喜歡在語尾加上「喵」。
於「守護天使之塔」的西塔和賽樂絲對戰，最後在賽樂絲使用冥星石力量使機龍暴走的情況下敗北。
真央
〈四玫瑰〉的四女，擅於情報收集工作。
於「守護天使之塔」的東塔和阿妮亞對戰，最後被阿妮亞的鞭子纏繞後失去意識而敗北。

### 龍族
龍母（Mother Dragon，聲：平野文）
居於聖地「阿比昂森林」，會將幼龍的子嗣交付給有著育龍資質且滿七歲的人類孩子。
後來遭到因為沒有得到幼龍而充滿憎恨情感的琪拉使用魔藥〈尼庫羅馬〉變成屍龍魔樹，並開始攻擊耶庫布萊德的村子。後來在與變成聖龍皇的艾可對峙時，以精神體方式告知艾可自身的核心位置，最終被艾可的絕招「聖龍皇家的吐息」貫穿核心後死去。
娜比（Navi，聲：榊原由依）
連續在夢中騷擾亞修的妖豔少女。真實身分為龍種記憶的化身，平常待在名為遺龍工房的空間當中，作為艾可的另一個人格，誕生的目的為在指引尚未成熟的艾瓦隆後裔艾可。
原預計在艾可成熟之時與她融為一體，但如此娜比的存在就會消滅，亞修真誠希望娜比留下的話語讓原本已接受命運的她有了新的想法，期望能繼續留在亞修身邊。
外表是參照艾可四、五年後的模樣，十分成熟美艷，不過因為只是參照所以實際上艾可不一定會發育成那樣。
帕西帕尔
作为琳达的帕尔而新诞生的幼龙。名字来自亚修让琳达阅读的书籍中出现的英雄之名。
兰斯洛特
西尔维亚的帕尔，由翼龙进化为圣龙。角是直直的蓝色。是艾可的表親，繼承艾瓦隆皇族其血統的高貴龍族。
库·夫林（クー・フリン）
蕾贝卡的帕尔，圣龙。
高文
露卡的帕尔，圣龙。角是分岔的银色。
莉安侬
洁西卡的帕尔，由水龙进化为圣龙。
布里基德
雷蒙的帕尔，由地龙进化为圣龙。
阿丽安萝德
马克斯的帕尔，圣龙。
费尔古斯
葛廉的帕尔，圣龙。
梅林
奥薇塔的帕尔，平时是翼龙的姿态，真身是圣龙。
菲利
在阿尔巴村的战斗后诞生的，罗莎莉的帕尔，翼龙。
巴斯
在阿尔巴村的战斗后诞生的，塞尔玛的帕尔，翼龙。
罗兹贝鲁库
拉斯的的帕尔，圣龙。
崔斯坦
奥斯卡的帕尔，圣龙。
加拉哈德
尤苏拉的帕尔，圣龙。

### 其他
印波尔克
贤龙王，但其實是搭载在星际移民船「索諾頓方舟」上的人工智能。

## 用語
星精
一種類似“氣”的能量，是星球賜與生物為了生存而不可或缺的能源。
阿比昂密約
遙遠的過去，面臨滅種危機的龍族與覬覦龍族魔法的人類所訂定的契約，龍藉由契約的星精路從人類那裡補充星精，相對的則聽從人類的命令將自己強大的魔力給予人類使用。
幼生之儀
根據羅雷亞蒙騎士國的規定，凡是羅雷亞蒙騎士國的子民在滿七歲後的一個月要到聖地「阿比昂森林」進行「幼生之儀」，凡是有著育龍資質的孩子都會被龍母將幼龍的子嗣寄託於身體里。
育龍人
只要是被寄託龍的人就被稱為「育龍人」，被成功被寄託的機率大概是一成。
星刻
育龍人的象徵，在「幼生之儀」被龍母托予幼龍時便會在身體的某處留下契約刻痕。
帕爾
育龍人對於自己的龍的稱呼。
龍騎士
育龍人都會到安薩里邦騎龍學院上著育龍人的課程，一旦自己的帕爾從翼龍、水龍、地龍成長為聖龍時，其主人就會被稱為龍騎士，並且可以從騎士國國王那裡得到證明自己身份的銀懷錶。
聖騎甲
聖龍為了自己的主人用魔力打造的鎧甲與武器，這代表著龍將自己的身心都奉獻給主人，是完全的服從主人的象徵。
聖天龍騎士
當成長為聖龍的龍將自己創作的聖騎甲奉獻給自己的主人時，該名龍騎士就會被譽為聖天龍騎士。即使是集榮耀於一身的羅雷亞蒙聖龍騎士團，也只有一成左右的成員擁有聖天龍騎士的稱號。
遗龙工房
由远古时代的一群伟大的工匠（也就是圣龙）所建造而成的空间。除此之外，圣骑甲也是工匠的作品之一。类似精神世界，进入时肉体会没有意识。
魔导舰
魔导航是以龙绮华晶为原料，维若妮卡导入龙族带来的魔法和来自帝国的机械工学完成的。利用龙媒魔法的力量起飞。燃料是人称千年龙绮华晶的特别结晶体（龙的化石在地底沉睡千年后，可能会产生的，具有莫大魔力的结晶体），所以没办法量产。和帝国制的飞行舰一相较，不仅体型小、防御力也相形见绌。
尤克特拉希尔
“索诺顿方舟”出土的圣遗物，医疗设备。古代时，所有的龙族全都会蜕变为圣龙。不过也不是没有例外。所以它的用途是用来治愈古代那些长大成熟后仍无法蜕变成圣龙的龙身上（天生有瑕疵的龙）。曾被帝国用来强制性使艾可龙化。
威林翰灵庙
位于诺古之森和阿侬奴湖畔旁边，是祭祀幼龙专用的灵庙。名字来自“威林翰之龙”，是一出发生在幼年圣龙若亚萨身上的悲剧。它因不忍见饲主少女为重病所苦，所以自行切断了星精路。很快就衰弱的诺亚萨，因不愿让饲主看到自己的死，于是它选择悄悄离开。当少女恢复了健康时…若亚萨早已死在威林翰灵庙的深处。
菲亚娜森林
坐落在安萨里邦北西方的一座森林。学生们常常为了实战训练或学校的例行活动造访此处，亦是骑龙祭的长途赛跑项目的场所。内有鲁比尼亚湖。
阿魯庫斯特蘭大陸
形狀恍若展翅高飛的龍的大陸，大陸上有五大勢力割據。
羅雷亞蒙騎士國
人稱「育龍之國」，北方是賽法洛斯帝國，南邊是謝普隆王國，位於大陸中心。人稱『龍之心臟』。
謝普隆王國
位於羅雷亞蒙的南方，為羅雷亞蒙騎士國的宗主國，人稱『龍之軀』。
賽法洛斯帝國
位於羅雷亞蒙的北方，國家以機械和魔導工學為主進行發展，人稱『龍之顎』
羅夫洛克工商都市聯合
位於大陸的東南部，曾經存在過大小不同的各種各樣的各自獨立國家，後來七個大的都市和其他十六個小的都市聯合起來，成立了羅夫洛克工商都市聯合，人稱『龍之尾』。
艾斯帕達聖廳
位於東北部的艾路半島，包括艾路半島在內的這片地域，因其形狀而被稱作『龍之翼』。
但艾斯帕達聖廳其實是一些唯利是圖，沽名釣譽的烏合之眾所創立的教國。為了方便傳教，除了將羅莎·瑪莉亞擁立為聖女，還將其宣傳為純潔少女（處女）。可怕的是，教徒一概支持其胡言亂語，造成聖杯血族及其支持者從此遭到其追殺的血淚史。
聖杯
聖女羅莎·瑪莉亞之後代的代稱，只要是擁有此血統的人，都有可以馴服任何龍的能力。但其存在不被艾斯帕達聖廳承認，長期以來持有“聖杯”血統之人都被艾斯帕達聖廳冠上「異教徒」之汙名而遭到追殺，只有在聖地阿爾瓦雷斯才有關於聖杯血族的相關線索（例如懷孕的聖女像就是其中之一）。
阿爾瓦雷斯聖杯騎士團
由支持聖杯們的一群人所組成的騎士團，亦是在人們被艾斯帕達聖廳灌輸錯誤觀念的當今、聖杯們在世界上僅存的少數支持者，成員採世襲制，長久以來一直在守護著聖杯們直到二十年前遭到覆滅、當時僅存的三名聖杯其中兩名犧牲為止（剩下來的就是阿爾本·德·帕爾馬）。
後來，騎士團的殘黨們在世界各地四處傳達關於聖杯的訊息，在集結了一定人數後成立了魔導結社「戴米烏爾苟斯」，並在亞修和琳達出生後，尋找阿爾本讓他成為盟主。
五大星具
當時贤龙王印波尔克最后被遠古龙族打败，但“贤龙王”这名号可不是虚有其名而已，當時的龙族未能将他的魂魄完全消灭。逼不得已，龙族只好把他的魂魄分割成五份，进而分别封印在特殊的魔导器具里。后来五大星具被封印在大陆各地。封印在“龙之躯”谢普隆王国的是“星剑提尔纳诺格”，封印在“龙之颚”赛法洛斯的是“星铠戴德尔卡”，封印在“龙之尾”罗夫洛克的是“星冠珊·哈瓦士”——至于封印在“龙之心脏”罗雷亚蒙的，则是“星动机瓦邦·马哈”即伊苏卡瓦隆的魔导引擎。
最后藏在“龙之翼”艾斯帕达的星具“星体拉寇尔”，换言之，就是教皇拉寇尔四世本人。

## 出版書籍

### 輕小說
| 卷數 | Media Factory  | Media Factory          | 東立出版社     | 東立出版社             | 湖南美術出版社（出版） 天聞角川（發行） | 湖南美術出版社（出版） 天聞角川（發行） |
| 卷數 | 發售日期       | ISBN                   | 發售日期       | ISBN                   | 發售日期                                | ISBN                                    |
| ---- | -------------- | ---------------------- | -------------- | ---------------------- | --------------------------------------- | --------------------------------------- |
| 1    | 2010年6月25日  | ISBN 978-4-8401-3420-0 | 2011年4月7日   | ISBN 978-9-8610-7492-4 | 2013年11月5日                           | ISBN 978-7-5356-6609-3                  |
| 2    | 2010年9月24日  | ISBN 978-4-8401-3508-5 | 2011年8月11日  | ISBN 978-986-10-8311-7 | 2013年12月20日                          | ISBN 978-7-5356-6685-7                  |
| 3    | 2011年1月25日  | ISBN 978-4-8401-3696-9 | 2011年10月13日 | ISBN 978-986-10-8698-9 |                                         |                                         |
| 4    | 2011年4月25日  | ISBN 978-4-8401-3895-6 | 2011年12月1日  | ISBN 978-986-10-8998-0 |                                         |                                         |
| 5    | 2011年7月25日  | ISBN 978-4-8401-3975-5 | 2012年3月15日  | ISBN 978-986-10-9523-3 |                                         |                                         |
| 6    | 2011年10月25日 | ISBN 978-4-8401-4271-7 | 2012年5月3日   | ISBN 978-986-10-9947-7 |                                         |                                         |
| 7    | 2012年1月25日  | ISBN 978-4-8401-4374-5 | 2012年7月5日   | ISBN 978-986-317-260-4 |                                         |                                         |
| 8    | 2012年4月23日  | ISBN 978-4-8401-4548-0 | 2012年10月15日 | ISBN 978-986-324-056-3 |                                         |                                         |
| 9    | 2012年7月25日  | ISBN 978-4-8401-4645-6 | 2013年1月21日  | ISBN 978-986-324-716-6 |                                         |                                         |
| 10   | 2012年10月25日 | ISBN 978-4-8401-4847-4 | 2013年3月25日  | ISBN 978-986-332-093-7 |                                         |                                         |
| 11   | 2013年1月25日  | ISBN 978-4-8401-4960-0 | 2013年5月13日  | ISBN 978-986-332-558-1 |                                         |                                         |
| 12   | 2013年4月25日  | ISBN 978-4-8401-5157-3 | 2013年11月18日 | ISBN 978-986-337-628-6 |                                         |                                         |
| 13   | 2013年7月25日  | ISBN 978-4-8401-5246-4 | 2014年2月6日   | ISBN 978-986-348-256-7 |                                         |                                         |
| 14   | 2013年11月25日 | ISBN 978-4-04-066072-1 | 2014年4月28日  | ISBN 978-986-348-712-8 |                                         |                                         |
| 15   | 2014年4月25日  | ISBN 978-4-04-066377-7 | 2014年8月7日   | ISBN 978-986-365-417-9 |                                         |                                         |
| 16   | 2014年6月25日  | ISBN 978-4-04-066778-2 | 2014年10月30日 | ISBN 978-986-365-900-6 |                                         |                                         |
| 17   | 2014年11月25日 | ISBN 978-4-04-067167-3 | 2015年3月26日  | ISBN 978-986-382-934-8 |                                         |                                         |
| 18   | 2015年3月25日  | ISBN 978-4-04-067469-8 | 2015年8月6日   | ISBN 978-986-431-942-8 |                                         |                                         |
| 19   | 2015年7月24日  | ISBN 978-4-04-067715-6 | 2015年12月24日 | ISBN 978-986-462-590-1 |                                         |                                         |
| 20   | 2015年11月25日 | ISBN 978-4-04-067953-2 | 2016年3月24日  | ISBN 978-986-317-905-4 |                                         |                                         |

### 漫畫
月刊Comic Alive2011年6月號開始刊載，由RAN作畫。
| 集數 | MEDIA FACTORY  | MEDIA FACTORY          | 尖端出版      | 尖端出版                                            |
| 集數 | 發售日期       | ISBN                   | 發售日期      | EAN / ISBN                                          |
| ---- | -------------- | ---------------------- | ------------- | --------------------------------------------------- |
| 1    | 2011年10月22日 | ISBN 978-4-8401-4048-5 | 2012年4月12日 | EAN 471-7702-24734-8                                |
| 2    | 2012年4月23日  | ISBN 978-4-8401-4434-6 | 2012年7月18日 | EAN 471-7702-24963-2                                |
| 3    | 2012年10月23日 | ISBN 978-4-8401-4733-0 | 2013年4月10日 | EAN 471-7702-25399-8                                |
| 4    | 2013年4月23日  | ISBN 978-4-8401-5049-1 | 2013年8月8日  | EAN 471-7702-25654-8                                |
| 5    | 2013年7月23日  | ISBN 978-4-8401-5082-8 | 2014年1月13日 | EAN 471-7702-25782-8 EAN 471-7702-25904-4（限定版） |
| 6    | 2013年11月22日 | ISBN 978-4-04-066117-9 | 2014年5月5日  | EAN 471-7702-26044-6                                |
| 7    | 2014年3月22日  | ISBN 978-4-04-066504-7 | 2014年9月19日 | EAN 471-7702-26166-5                                |
| 8    | 2014年11月22日 | ISBN 978-4-04-066896-3 | 2015年11月6日 | EAN 471-7702-26625-7                                |
| 9    | 2015年4月23日  | ISBN 978-4-04-067512-1 | 2016年5月17日 | ISBN 978-957-10-6638-7                              |
| 10   | 2015年8月22日  | ISBN 978-4-04-067595-4 | 2016年9月13日 | ISBN 978-957-10-6922-7                              |
| 11   | 2016年3月23日  | ISBN 978-4-04-068221-1 | 2018年4月3日  | ISBN 978-957-10-8036-9                              |
| 12   | 2016年6月23日  | ISBN 978-4-04-068277-8 |               |                                                     |
| 13   | 2016年12月23日 | ISBN 978-4-04-068592-2 |               |                                                     |

## 電視動畫
2014年4月5日起在AT-X、TOKYO MX等日本電視台放送，另外有網路配信放送。

### 製作人員
- 原作：瑞智士記
- 原作插圖：
- 監督：多田俊介
- 系列構成・劇本：木村暢
- 角色設計・總作畫監督：佐佐木睦美
- 龍設計・總作畫監督：山下喜光
- 音響監督：龜山俊樹
- 音樂：若林崇繼
- 音樂製作：KADOKAWA（Media Factory）
- 製片人：吉沼忍、池本昌仁、横田真吾、石塚正俊、山田裕一
- 動畫製作人：丸亮二
- 動畫製作：C-Station
- 製作：「星刻龍騎士」製作委員會

### 主題曲
片頭曲「聖劍什麼的並不必要（聖剣なんていらない）」（第1話－第11話）
作詞、作曲：上松範康，編曲：岩橋星實，主唱：榊原由依
片尾曲「比最大还要大（MOST以上の"MOSTEST"）」
作詞：RUCCA，作曲、編曲：岩橋星實
主唱（第1話－第6話）：艾可（伊瀨茉莉也）、西爾維亞（佐倉綾音）、蕾貝卡（井上麻里奈）
主唱（第7話－第11話）：露卡（大龜明日香）、阿妮亞（下田麻美）、潔西卡（花澤香菜）
主唱（第12話）：艾可（伊瀨茉莉也）、西爾維亞（佐倉綾音）、蕾貝卡（井上麻里奈）、露卡（大龜明日香）、阿妮亞（下田麻美）、潔西卡（花澤香菜）

### 各話列表
| 話數   | 日文標題 | 中文標題          | 劇本            | 分鏡              | 演出              | 作畫監督   | 改編原作小說 |
| ------ | -------- | ----------------- | --------------- | ----------------- | ----------------- | ---------- | ------------ |
| 第1話  |          | 少年與龍          | 木村暢          | 多田俊介          | 黑川智之          | 佐佐木睦美 | 第1冊        |
| 第2話  |          | 二人的羈絆·星精路 | 網谷正治        | 平田豐            | 平田豐            | 渡邊亞彩美 | 第1冊        |
| 第3話  |          | 市街動亂          | 木村暢          | 田村正文          | 田村正文          | 遠藤大輔   | 第1冊        |
| 第4話  |          | 鐵血女武神        | 網谷正治        | 黑澤雅之          | 神保昌登          | 堤谷典子   | 第2冊        |
| 第5話  |          | 藍冰公主          | 永井真吾        | 黑川智之          | 黑川智之          | 渡邊亞彩美 | 第2冊        |
| 第6話  |          | 藍色聖騎銃        | 木村暢          | 平田豐            | 平田豐            | 遠藤大輔   | 第2冊        |
| 第7話  |          | 露卡·沙里寧       | 網谷正治        | 田村正文          | 田村正文          | 堤谷典子   | 第3冊        |
| 第8話  |          | 月下的咆哮        | 永井真吾 木村暢 | 黑川智之          | 神保昌登          | 渡邊亞彩美 | 第3冊        |
| 第9話  |          | 騎龍演舞          | 木村暢          | 多田俊介          | 黑川智之          | 遠藤大輔   | 第3冊        |
| 第10話 |          | 集結之都鋒提恩    | 網谷正治        | 平田豐            | 平田豐            | 堤谷典子   | 第4冊        |
| 第11話 |          | 尤克特拉希爾起動  | 木村暢          | 黑澤雅之          | 田村正文          | 渡邊亞彩美 | 第4冊        |
| 第12話 |          | 星刻龍騎士        | 木村暢          | 黑川智之 多田俊介 | 黑川智之 多田俊介 | 佐佐木睦美 | 第4冊        |

### 播放電視台
日本深夜動畫：下文記載的日本国内播放時間使用日本標準時間（UTC+9）表示。因為部分時間标识會採用30小时制，因此請留意这类超过24:00的时间，其實際播放時間為翌日清晨。
| 播放地區   | 播放電視台 | 播放日期               | 播放時間（UTC+9）         | 所屬聯播網 | 備註                                 |
| ---------- | ---------- | ---------------------- | ------------------------- | ---------- | ------------------------------------ |
| 日本全國   | AT-X       | 2014年4月5日－6月21日  | 星期六 20時30分－21時00分 | 衛星電視   | 製作委員會參加 有視聽年齡限制 有重播 |
| 東京都     | TOKYO MX   | 2014年4月7日－6月23日  | 星期一 24時30分－25時00分 | 獨立UHF局  |                                      |
| 近畿廣域圈 | 每日放送   | 2014年4月7日－6月23日  | 星期一 27時05分－27時35分 | 日本新聞網 |                                      |
| 愛知縣     | 愛知電視台 | 2014年4月8日－6月24日  | 星期二 26時05分－26時35分 | 東京電視網 |                                      |
| 日本全國   | BS11       | 2014年4月10日－6月26日 | 星期四 24時00分－24時30分 | 衛星電視   | 「ANIME+」節目                       |

| 曼迪日本台 星期六 23:00－24:00 節目 2月28日 23:30－24:00 4月11日 23:00－23:30 | 曼迪日本台 星期六 23:00－24:00 節目 2月28日 23:30－24:00 4月11日 23:00－23:30 | 曼迪日本台 星期六 23:00－24:00 節目 2月28日 23:30－24:00 4月11日 23:00－23:30 |
| ----------------------------------------------------------------------------- | ----------------------------------------------------------------------------- | ----------------------------------------------------------------------------- |
|                                                                               | 星刻龍騎士 （2015年2月28日－4月11日）                                         |                                                                               |
| 天之霸王                                                                      | —                                                                             |                                                                               |

### 關聯商品

#### 藍光 / DVD
| 1 | 2014年7月2日  | 第1話－第2話   | ZMXZ-9311 | ZMBZ-9321 |
| 2 | 2014年8月6日  | 第3話－第4話   | ZMXZ-9312 | ZMBZ-9322 |
| 3 | 2014年9月3日  | 第5話－第6話   | ZMXZ-9313 | ZMBZ-9323 |
| 4 | 2014年10月8日 | 第7話－第8話   | ZMXZ-9314 | ZMBZ-9324 |
| 5 | 2014年11月5日 | 第9話－第10話  | ZMXZ-9315 | ZMBZ-9325 |
| 6 | 2014年12月3日 | 第11話－第12話 | ZMXZ-9316 | ZMXZ-9316 |

#### CD
| 發售日        | 標題      | 規格編號  |
| ------------- | --------- | --------- |
| 2014年5月14日 |           | ZMCZ-9231 |
| 2014年5月14日 | ZMCZ-9232 |           |
| 2014年5月14日 | ZMCZ-8201 |           |

## 外部連結
- （日語） http://www.mediafactory.co.jp/bunkoj/ （页面存档备份，存于）（MF文庫J 官方網站）
- （日語） http://www.mediafactory.co.jp/bunkoj/seikoku/ （页面存档备份，存于）（MF文庫J 星刻龍騎士 特設網頁）
- （日語） http://kohadax.jugem.jp/ （页面存档备份，存于） （本作插畫繪者〆鯖コハダ（日语：〆鯖コハダ）的個人網站。）
- （日語） 電視動畫《星刻龍騎士》的X（前Twitter）

電視台
- （日語） http://www.seikokutv.com/ （页面存档备份，存于）（電視動畫 星刻龍騎士 官網）
- （日語） http://www.at-x.com/program/detail/5309 （页面存档备份，存于）（電視動畫 星刻龍騎士 AT-X電視台介紹官網）
- （日語） （電視動畫 星刻龍騎士 BS11電視台介紹官網）
- （日語） http://s.mxtv.jp/seikoku/ （页面存档备份，存于）（電視動畫 星刻龍騎士 TOKYO MX電視台介紹官網）
- （日語） http://ch.nicovideo.jp/seikokutv （页面存档备份，存于）（電視動畫 星刻龍騎士 NICONICO免費放送直播專題）
- （日語） （電視動畫 星刻龍騎士 免費動画 GyaO!直播專題）
- （日語） http://www.b-ch.com/ttl/index.php?ttl_c=4063 （页面存档备份，存于）（電視動畫 星刻龍騎士 無料動画 b-ch萬代頻道直播專題）